# Маори
Маорите са коренният народ на Нова Зеландия и основното население преди пристигането на европейските заселници на тези острови (главно през 18.-19. век). Говорят маорски език.
Към 30 юни 2007 г. в Нова Зеландия живеят 632 900 маори. По-малък брой живеят също в Австралия. Маори има и в други страни, като Англия, САЩ и Канада. Общо по света представителите на този народ са около 725 000 души. Най-вероятно предците им са мигрирали са в Нова Зеландия от Източна Полинезия между 1280 и 1300 г.

## Населяване
Най-сигурно доказателство, въз основа на археологически находки и костни останки, за първото населяване на Нова Зеландия има от 1280 г.  Възможността за по-ранно население - 50 – 150 г. - се предполага, заради намерени кости от полинезийски плъхове (Rattus exulans). Маорската устна история описва пристигането на прадедите в големи канута от Хаваики (митично родно място в тропическа Полинезия, чието име напомня на това на Хавайските острови). Версиите относно тези плавания се различават у различните племена, но е популярна легендата, че населенията на всеки от двата главни острова се състои основно от потомци на екипажите на едно от двете най-големи канута, на което в миналото се дължала враждата, между тези групи, тъй като тези екипажи враждували помежду си и всеки се заселил на свой остров. Произходът на маорите от Полинезия (конкретно от източната й част) се потвърждава и от доказателства от областта на археологията, лингвистиката и физическата антропология. Същевременно еволюционни езикови открития на Университета в Оукланд сочат, че най-източните тихоокеански популации произлизат от Тайван отпреди 5200 г. Изучаването на митохондриална ДНК също подкрепя това твърдение.Също така маорците са имали изключително големи полови органи.

## Култура на традиционна култура на маорите

### Татуиране
Татуирането е известно, сред маорите, като 'та моко'. В древни времена за направата на татуировките се използвал остър кокал, като на върха му бил поставян цветен пигмент. В наши дни тази техника вече не се прилага, тъй като се ползват по-съвременни методи за рисуване по кожата. Тъй като татуировката на маора отразява знанията му, заемания от него социален статус и родовата му принадлежност, няма двама души с напълно еднакви татуировки.

### Традиционният танц хака
Танцът се изучава от маорите в юношеска възраст. Придобива световна популярност благодарение на ръгбистите от националния отбор, които го изпълняват преди началото на всяка игра. Този вариант на танца хака се нарича 'ка мате хака'. Съществуват и други негови разновидности, изпълнявани при погребение 'манава вера хака', за мотивация на племето 'нгери хака', преди битка 'перуперу хака' и други. Според разбиранията на маорите определени разновидности на хака могат да се изпълняват само от жени, а други от мъже.

### Традиционният поздрав хонги
При него двама души допират носове и чела, като през това време са със затворени очи и дишат дълбоко. Маорите вярват, че по този начин споделят 'глътката живот', идваща от боговете.

### Канибализъм
В миналото маорите са практикували канибализъм, прилаган към представители на враждебни групи.